# ابن بواب
ابوالحسن علاءالدین علی بن هلال مشهور به ابن بواب (درگذشت ۱۰۲۲ یا ۱۰۳۱ م در بغداد) از معروفترین خوشنویسان در اوائل سده پنجم هجری/یازدهم میلادی در دوره خلفای عباسی و آل بویه است. او در خطوط مختلف به جا مانده از ابن مقله تصرفاتی کرد و قواعدی تازه در خوشنویسی به‌وجود آورد.
ابن بواب به‌عنوان استاد زمان خود شناخته شد و شیوه‌ای که او در خوشنویسی پدید آورد تا حدود دویست سال تا هنگام حمله مغول بدون رقیب بود و قوانینی که برای خوشنویسی وضع کرد که به خط منسوب شهرت دارد او قواعد نوینی در خوشنویسی به وجود آورد و برای نخستین بار میزان سنجش حروف را تحت قاعده «نقطه» درآورد. این قواعد هنوز هم پس از گذشت نزدیک به هزار سال در اغلب خطوط اسلامی و توسط همه خوشنویسان رعایت می‌شود. خط نسخ که توسط او شکل نهایی و متکامل یافت رفته رفته به خط رایج تمامی سرزمین‌های اسلامی تبدیل شد و امروزه اغلب حروف چاپی مدرن عربی و فارسی با استفاده از این خط طراحی شده‌اند.

## زندگی
دربارهٔ زندگی علی ابن هلال اطلاعات بسیار اندکی در دست است. تاریخ و محل تولد او دقیقاً مشخص نیست آنچه از منابع گوناگون پیداست در اواخر سده چهارم هجری/ دهم میلادی اتفاق افتاده و او بیشتر عمر خود را در بغداد گذرانده و مدتی نیز در شیراز بوده‌است. اکثراً او را قطعاً عرب و احتمالاً شیعه دانسته‌اند و برخی منابع معتبر او را عرب و متولد عراق می‌دانند. ابن‌بواب خوشنویسی را نزد محمد بن اسد آموخت و سپس نزد محمد بن علی شیرازی سمسمائی یا سِمسِانی تکمیل کرد که هر دو از شاگردان ابن‌مقله بوده‌اند. او را همچنین شاگرد شخصی به‌نام ابراهیم سبکری سیستانی می‌دانند. شاگردان معروف او عبارتند از: محمدبن عبدالملک و سید قاسم که آن‌ها دارای شاگردانی مانند احمد بن فضل‌الله ترکستانی و عبدالمؤمن بن‌صفی‌الدین اصفهانی بودند که سرانجامِ آنان به استاد بزرگی چون یاقوت مستعصمی این هنر را منتقل کردند که سلسله دیگر خوشنویسان ایران و عرب و ترکیه به او برمی‌گردد به این ترتیب در شجره اجازات خوشنویسی یاقوت، عموم خوشنویسان از شاگردان ابن بواب بوده‌اند و ابن بواب سنتی را که به وسیله ابن مقله پایه‌ریزی شده بود قوام بخشید و از طریق یاقوت مستعصمی به خوشنویسان دیگر انتقال داد؛ هرچند هرگز این دو را به‌طور مستقیم ندیده بود.
ابداع خط ریحان و محَقَّق را به او منسوب می‌کنند. او در خطوطی که پیشتر توسط ابن مقله به‌وجود آمده بود به‌ویژه نسخ و توقیع اصلاحاتی انجام داد و بسیاری از آثار او را برای شاگردانش جمع‌آوری و حفاظت کرد. خط نسخ به‌دست او چنان منزه شد که خطی که ناسخ همه خطوط برای کتابت قرآن گردید. این خط که در زمان ابن‌مقله و توسط وی قاعده‌مند شده بود و ابن‌مقله آن را خط «بدیع» می‌نامید از این پس مقبولیت یافت.
پدرش دربان القادر بالله خلیفه عباسی (فرمانروایی ۹۹۱–۱۰۳۱ م) و خود از نزدیکان القادر یا به قولی از ملازمان بهاءالدولهٔ دیلمی بود. گفته می‌شود پدرش نگهبان درب «بیت‌القضاء» یا پرده‌دار دربار آل بویه بوده او به مناسبت شغل پدر به ابن بواب شهرت یافت.
شروع زندگی هنری وی با نقاشی در خانه‌ها آغاز شد، سپس به هنر کتاب‌آرایی پرداخت و در کنار تذهیب، خوشنویسی را نیز آغاز کرد. در همان زمان او تحصیلات ادبی را ادامه داد به طوری که مدت‌ها واعظ دربار محمد منصور در بغداد بود. وی در زبان عربی ادیبی توانا بود و اشعاری از او باقی است.

آوازهٔ او به جایی رسید که بهاءالدوله فرزند عضدالدولهٔ دیلمی در روزگار آل بویه وی را کتابدار و امین کتابخانهٔ خویش در شیراز کرد. کتابخانهٔ دیلمی در شیراز در قرن چهارم هجری شهرت بسیاری داشت و می‌گویند که تنها فهرست این کتابخانه چندین جلد بوده‌است. در برخی منابع تاریخی از ابن بواب نقل شده:
 در شیراز عهده‌دار کتابخانه بهاءالدوله بودم، روزی میان کتابها نسخه‌ای دیدم که جلدی سیاه داشت، آن را باز کردم، قرآنی بود به خط ابن‌مقله، اما جزء سی‌ام آن کامل نبود. این قرآن را به بهاءالدوله نشان دادم و از او خواستم تا اجازه دهد تا بررسی‌ام را به همان شیوه ابن‌مقله بنویسم و اگر وی نتوانست تشخیص دهد جایزه‌ای به من عطا نماید. به کتابخانه رفتم و کاغذی کهنه را انتخاب [کردم] و مشغول کتابت گردیدم. بعد از چندی که قرآن آماده شده بود و یک سال از این رویداد گذشته بود، در دربار، بهاءالدوله سراغ قرآن را گرفت. به او نشان دادم، او نتوانست فرقی بین خط من و ابن‌مقله قایل شود و جایزه‌ای که از او خواستم تعدادی برگه‌های کاغذ کهنه بود که در کتابخانه وی وجود داشت.
اطلاعاتی که از وی در دست است نشان می‌دهد که وی به لباس و آرایش موهای خود بی‌توجه بوده و ریش بلندی داشته است. گفته می‌شود روزی «نصر بن مسعود» از کاتبان دیوان حکومتی، ابن بواب را اتفاقی دید و بی‌درنگ دست او را بوسید و گفت دست تو را برای آن می‌بوسم که در بغداد مانند و مثل نداری، و دیگر اینکه در حسن خط نادرهٔ دورانی و دیگر در عمرم کسی غیر از تو ندیدم که فاصلهٔ عمامه تا لحیه (ریش) او دو ذرع و نیم باشد!
ابن بواب با همهٔ شهرت و تلاش و محبوبیتی که در میان مردم داشت از جهت معیشتی و گذران زندگی به‌شدت در مضیقه بوده‌است. یاقوت حموی مؤلف کتاب «معجم‌البلدان» گفته‌است که نامه‌ای از وی دیدم که به یکی از اعیان شهر نوشته بود که چرا به وعدهٔ خود وفا نکرده و «دو دینار» به او نداده بود؟ یاقوت حموی ادامه می‌دهد که برای گرفتن دو دینار هفتاد سطر عبارت ادبی نگاشته بود که پس از مرگش این نامه به ۱۷ دینار فروخته شد و قیمت آن پس از اندکی به ۲۵ دینار رسید. در کتب تاریخی مطالبی است که نشان می‌دهد چگونه خط ابن بواب پس از مرگش بسیار گرانبها و پرقیمت شده و خرید و فروش می‌شده‌است.

## درگذشت
با همهٔ شهرتش درگذشت او به دقت ثبت نشده است. گاهی درگذشت او را در سال ۴۲۳ ه‍.ق/۱۰۳۱ م ذکر کرده‌اند و منابعی مانند ابن خَلِّکان و برخی کتب دیگر آورده‌اند که وی در روز پنجشنبه در ماه جمادی‌الاول سال ۴۱۳ ه‍.ق/۱۰۲۲ م در بغداد از دنیا رفت و در کنار آرامگاه احمد بن حنبل به خاک سپرده شد.

## آثار
ابن بواب به نگارش نسخه‌های متعددی از قرآن پرداخت و گفته می‌شود ۶۴ قرآن در طول عمر خود نگارش کرد که تعداد زیادی از آن‌ها باقی نمانده‌است. از آثار شناخته‌شده او می‌توان به‌این موارد اشاره کرد:
۱- در ترکیه موزهٔ توپقاپی، شعر سالمه بن جندل با امضا به تاریخ رمضان سال ۴۱۳ ه‍.ق و هم در آنجا دو صفحه به قلم طومار به خط وی موجود است.
۲- در ترکیه در گنجینه اوقاف موزه آثار ترکیه کتاب «بزوغ‌الهلال» مورخ به سال ۴۰۸ ه‍.ق
۳- در ترکیه گنجینه ایاصوفیه، جنگی در «آداب و حکم» با خط ثلث.
۴- قرآن در کتابخانه آیت‌الله نجفی مرعشی
۵- قرآن به صورت کامل و جامع از ابتدا تا انتها به خط وی که بسیار سالم باقی‌مانده و در سال ۳۹۱ ه‍. ق نوشته شده‌است. این قرآن در مجموعه موزه چستربیتی (CHESTER BEATTY) دوبلین نگهداری می‌شود. این قرآن در سال ۱۹۸۳ در تعداد ۲۰۰ نسخه چاپ و در معرض فروش قرار گرفت.
۶- یکی از زیباترین آثار او نسخه‌ای است به خط ریحان که در مسجد لاللی استانبول نگهداری می‌شود و هدیه سلطان عثمانی، سلطان سلیم اول (۱۴۷۰-۱۵۱۲ م) است.